# Abū ʿUbaida ibn al-Dscharrāh

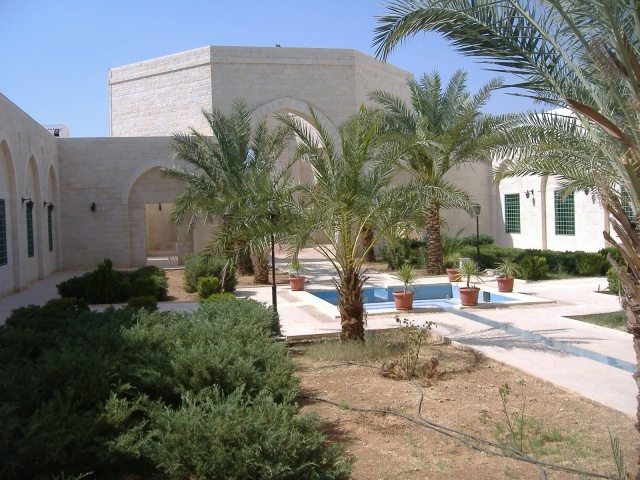
Schrein von Abu Ubaida in Pella im Jordantal

Abū ʿUbaida ʿĀmir ibn ʿAbd Allāh ibn al-Dscharrāh (arabisch أبو عبيدة عامر بن عبد الله بن الجراح, DMG Abū ʿUbayda ʿĀmir b. ʿAbd Allāh b. al-Ǧarrāḥ; † 638) war ein Gefährte des Propheten Mohammed, der eine wichtige Rolle bei den islamischen Eroberungen spielte. Er gehörte zu dem quraischitischen Clan der Banū l-Hārith. 
Zusammen mit Umar ibn al-Chattab spielte er eine entscheidende Rolle bei der Erklärung Abu Bakrs zum Nachfolger des Propheten. Nachdem Umar 634 selbst zum Kalifen geworden war, machte er ihn an der Stelle von Chālid ibn al-Walīd zum Oberbefehlshaber der muslimischen Truppen in Syrien. Die Kommandoübergabe erfolgte nach den meisten muslimischen Tradenten kurz nach der Eroberung von Damaskus (635).
Abu Ubaida war einer von den zehn neben Abu Bakr as-Siddiq, Umar ibn al-Chattab, Uthman ibn Affan, Ali ibn Abi Talib, Talha ibn Ubaidullah, az-Zubair ibn al-Awwam, Sa'd ibn Abi Waqqas, Saʿīd ibn Zaid und ʿAbd ar-Rahmān ibn ʿAuf, denen schon zu Lebzeiten die zukünftige Aufnahme ins Paradies zugesprochen wurde.